# Паломбара Сабина
Паломба̀ра Сабѝна (на италиански: Palombara Sabina) е град и община в Централна Италия, провинция Рим, регион Лацио. Разположен е на 372 m надморска височина. Населението на общината е 12 991 души (към 2010 г.).